# Chronique de Kilwa

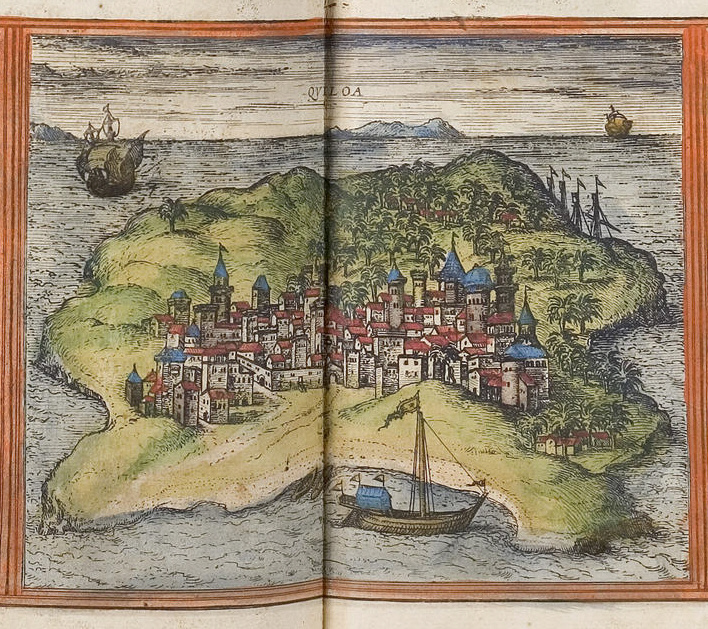
Kilwa vers 1520

La chronique de Kilwa est une chronique historique compilée pour le sultan de Zanzibar Saïd Bargash.
Des éléments de la deuxième version de cette chronique de 1520 ont été repris par João de Barros dans son da Ásia de 1552.
La chronique de Kilwa est un document historiographique très important car il décrit non seulement l'histoire du sultanat de Kilwa, en Tanzanie mais aussi l'histoire du peuplement des îles de la côte est africaine par les Arabo-Chirazi sur plus de neuf siècles. 
Cette chronique inclut l'histoire du sultan Hassan bin Ali et de ses six fils qui ont navigué avec sept vaisseaux vers le sud et qui ont colonisé Pemba, Mombasa, Zanzibar et Kilwa.

### Sources
- Peter Garlake, Afrika und seine Königreiche, Berlin, Darmstadt, Vienne, 1975, p. 88

1. ↑  site du CNRS